# Mohammad Mohab-Ali
Mohammad Mohab-Ali, voluit Mohammad Barkatoellah Mohab-Ali, zijn achternaam wordt ook wel geschreven als Mohabali, is een Surinaams medicus en politicus. Twee maanden na de verkiezingen van 2015 had hij toegelaten moeten worden tot De Nationale Assemblée (DNA), maar dit werd verhinderd door assembléelid Raymond Sapoen met hulp van de regeringscoalitie. Tijdens de verkiezingen van 2020 – hij was nog steeds niet toegelaten – was hij opnieuw kandidaat voor de VHP. Hij werd verkozen en diende van tot 2025 in DNA.

## Biografie
Mohab-Ali is sinds circa 1998 huisarts. Hij is afkomstig uit Nickerie en woont in Wanica.
Hij is lid van de Vooruitstrevende Hervormings Partij (VHP). Tijdens de interne verkiezingen tussen Chan Santokhi en Bholanath Narain in 2011 maakte hij deel uit van de koers die Santokhi voorstond. Sinds minimaal 2018 is hij ondervoorzitter van het wetenschappelijk instituut van de VHP, het Jnan Adhin Kennisinstituut.
Tijdens de verkiezingen van 2015 was hij verkiesbaar voor zijn partij op de lijst van alliantie V7. Voor hem kwam in juli 2015 een zetel vrij in DNA nadat Raymond Sapoen van Pertjajah Luhur (PL) – eveneens deelnemer aan V7 – overliep naar de regeringscoalitie en de PL hem terugriep. Sapoen weigerde echter zijn zetel in te leveren, waarna meerdere rechtszaken om deze zetel werden gevoerd, evenals om de zetel van Diepak Chitan die vrij had moeten vallen aan Prim Sardjoe (NPS). De twee afvallige DNA-leden werden hierbij gesteund door de regeringscoalitie van Desi Bouterse, die ondertussen een nieuwe terugroepwet aannam om te voorkomen dat de twee zetels teruggingen naar de oppositie. Om dezelfde reden werd het missen van een ministerspost door Sapoen – in 2016 op Onderwijs, Wetenschap en Cultuur – in verband gebracht met het belang om zijn zetel voor de coalitie te behouden. De definitieve beslissing viel uiteindelijk op 20 maart 2020, toen het Hof van Justitie bekrachtigde dat Chitan en Sapoen De Nationale Assemblée alsnog moesten verlaten. Tot in mei traineerde de regeringscoalitie door weg te blijven tijdens de stemming in DNA, waardoor het quorum niet bereikt werd om Mohab-Ali en Sardjoe toe te kunnen laten.
Tijdens de verkiezingen van 2020 was Mohab-Ali opnieuw verkiesbaar in Wanica op de lijst van de VHP en werd direct gekozen voor een periode van vijf jaar.